# Trần gia từ
Trần gia từ (giản thể: 陈家祠; phồn thể: 陳家祠 là từ đường tại thành phố Quảng Châu - Trung Hoa. Nó là thư viện, vừa là từ đường. Trước khi trở thành từ đường 祠堂, Trần Gia Từ là một thư viện 书院 (thư viện là nơi dùng cho việc học - ôn luyện) và cũng là nơi ở của tầng lớp giàu - quyền thế trong xã hội phương Nam.

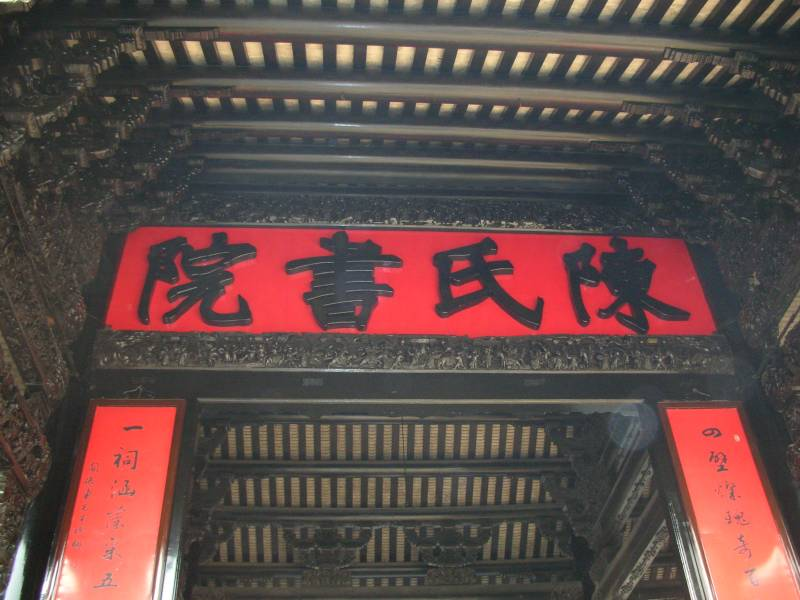
Kiểu trúc Tứ hợp viện

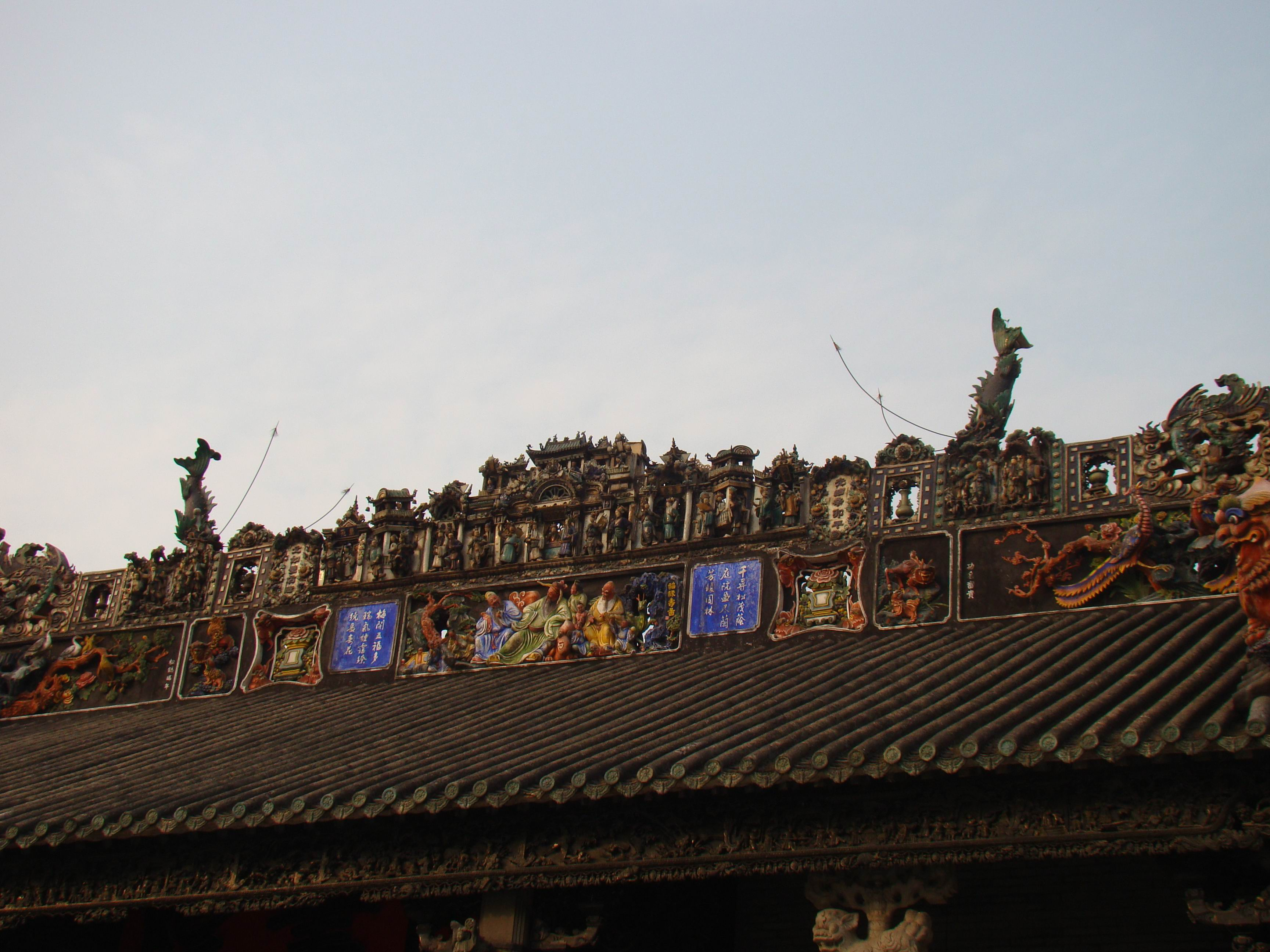
Điển tích và các câu chuyện dân gian trên gốm sứ

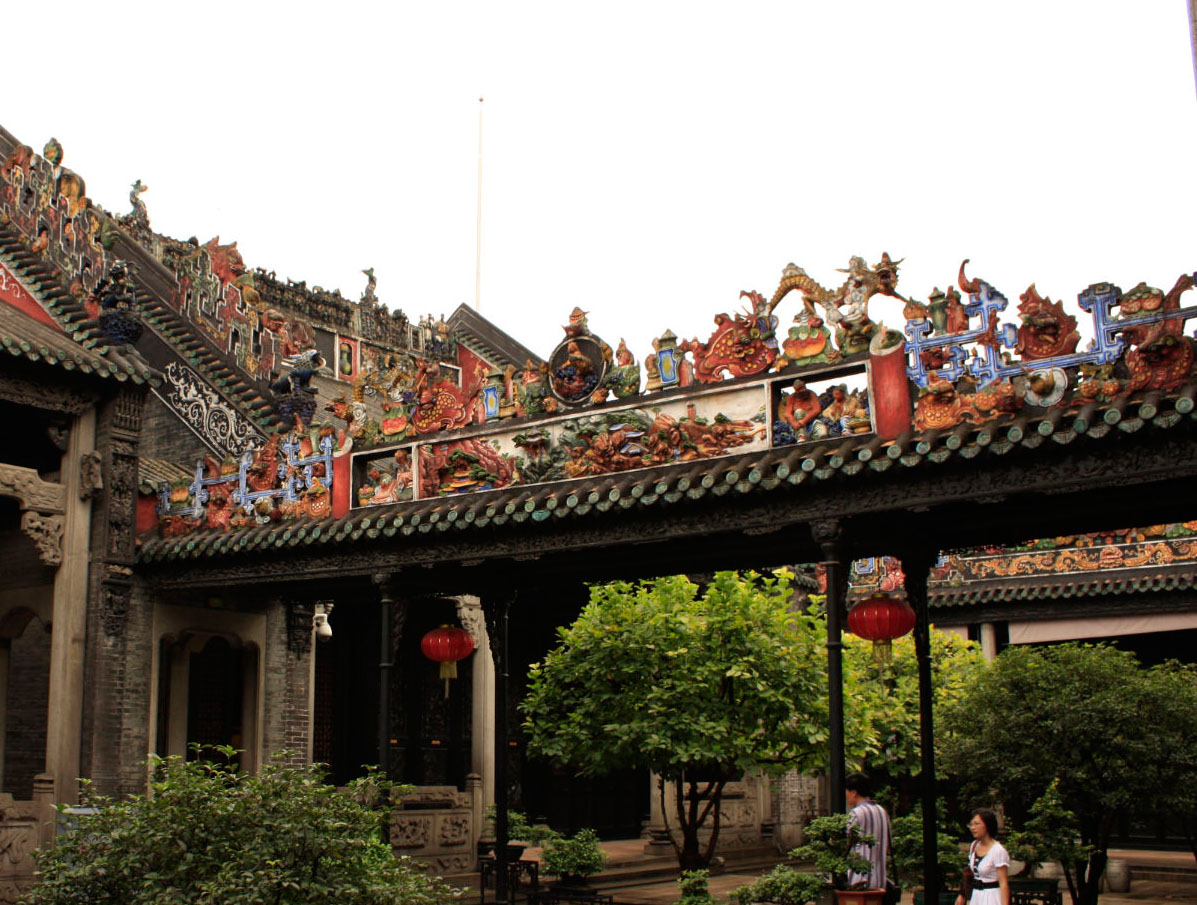
Các điển cố trên trường lang kiến trúc Tứ Hợp Viện

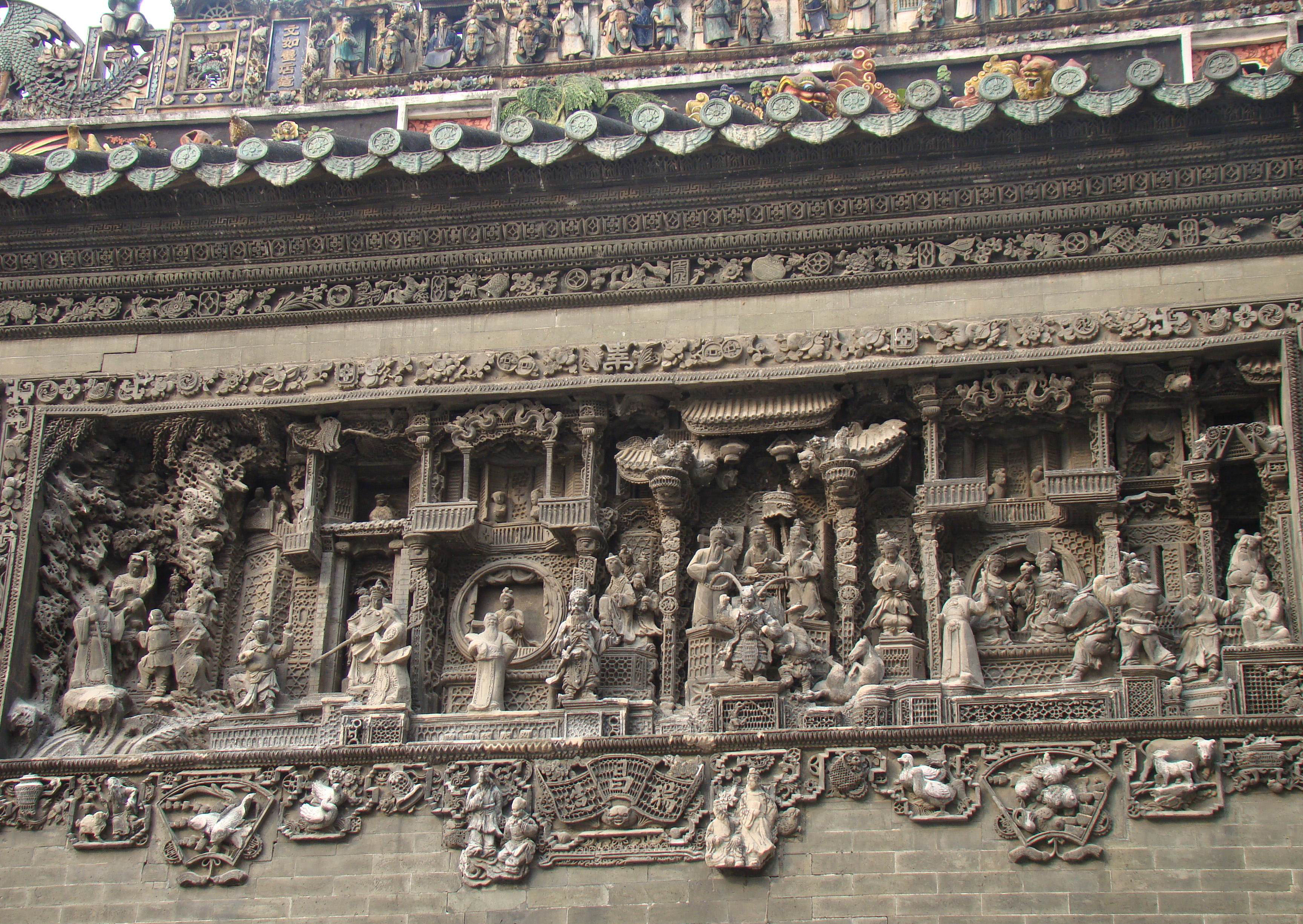
Điêu khắc trên đá mang đậm nét tín ngưỡng dân gian

## Kiến trúc
Kiến trúc Tứ Hợp Viện cùng với kiến trúc văn hóa đa dạng phương Nam là nhà rường với kiểu truyền thống khép kín, toàn bộ kiến trúc đều được làm bằng gỗ, sử dụng tất cả hoạ tiết vốn có trong văn hoá đa dạng của phương Nam. Cách bài trí khá phức tạp kết hợp hình thể với màu sắc là 1 đặc điểm của văn hóa miền Nam Trung Hoa, thể hiện trên các kiến trúc tổng hợp, nhất là trên mái ngói - đỉnh nhà của các kiến trúc này.
Với nội dung là các câu chuyện dân gian với tích truyện thần tiên, thể hiện nét văn hóa đa dạng - kết hợp nhiều tinh hoa của các vùng văn hóa địa phương của văn hoá miền Nam Trung Quốc được trang trí tinh xảo, khéo léo trong hầu hết các kiến trúc của từ đường.
Hiện nay, Trần gia từ là địa điểm tham quan hấp dẫn của thành phố Quảng Châu.